# Hellenbach Gottfried
Vitéz báró Hellenbach Gottfried dr., született: Hellenbach Gottfried Miklós Lázár Dénes (Máriabeszterce, Zágráb vármegye, 1892. július 10. – Budapest, 1985. május 7.) magyar földbirtokos, jogi doktor, országgyűlési képviselő.

## Élete
1892-ben született báró Hellenbach Dénes és gróf Dessewffy Mária római katolikus szülők gyermekeként. Felsőfokú tanulmányait előbb a bécsi Theresianumban folytatta, majd a budapesti tudományegyetemen hallgatott jogot; ott szerzett jogi és államtudományi oklevelet is. Tanulmányai befejeztével bevonult katonának, de 1917-ben, mint hadnagy, olyan súlyosan sebesült meg, hogy a további harctéri szolgálatra alkalmatlanná vált. Katonai érdemeiért utóbb – 1925-ben – vitézzé avatták.
Leszerelését követően belügyminisztériumi állományba került, segédfogalmazói beosztásban, az őszirózsás forradalom kitörésekor azonban lemondott állásáról és a szüleinek az akkor már megszállt területeken fekvő birtokára ment. 1920-ban költözött vissza az anyaországba, amikor is kenderesi birtokán kezdett gazdálkodni. Hamarosan aktív részese lett Szolnok vármegye közéletének: beválasztották a megyei törvényhatósági bizottság tagjai közé, és egy egész sor térségi egyesületben vállalt tagságot, nagy részükben egyúttal valamilyen vezető tisztséget is.
Az országos politikai életbe 1934-ben kapcsolódott be, amikor a kunhegyesi választókerületben időközi országgyűlési választást kellett tartani, és a Nemzeti Egység Pártja jelöltjeként ő nyerte el a képviselői tisztséget. Mandátumát – azonos színekben – megerősítette az 1935. évi rendes országgyűlési választáson, majd pedig a következő alkalommal, 1939-ben is; utóbbi alkalommal mint a korábbi jelölő szervezetének kisebb átalakulásával és névváltozásával létrejött Magyar Élet Pártja jelöltjeként, ezúttal már a törökszentmiklósi választókerületben.

## Magánélete
Felesége gróf Bolza Mária Klára Franciska Viktória volt, akivel 1918. augusztus 26-án kötött házasságot Szarvason.